# تفين كارول مومجوغليان
تفين كارول مومجوغليان (ولدت في 21 تموز/يوليو 1989 – بيروت) لاعبة كرة طاولة لبنانية وعضو في فريق هومنتمن بيروت. ساهم فوزها في بطولة غرب آسيا للسيدات في تأهلها إلى الألعاب الأولمبية في لندن عام 2012.
بدأت مومجوغليان، التي ولدت في بيروت، ممارسة لعبة كرة الطاولة في سن التاسعة سيراً على خطى والدها، رافي مومجوغليان، البطل اللبناني السابق في كرة الطاولة. وتعتبر مشاركتها في الألعاب المتوسطية 2006 ضد إيطاليا أول ظهور لها على المستوى العالمي، كما شاركت أربع مرات في بطولات عالمية (موسكو في عام 2010، روتردام في عام 2011، دورتموند في عام 2012، وباريس في عام 2013).
ووصلت مومجوغليان إلى الجولة الثانية في دورة الألعاب الآسيوية 2010 في غوانزو في الصين (وخسرت أمام حاملة الميدالية الأولمبية بارك مي يونغ) وقادت الفريق اللبناني إلى الميدالية البرونزية للسيدات في دورة الألعاب العربية عام 2011. شاركت أيضاً في الألعاب الجامعية الصيفية 2011 في صربيا وفي الألعاب الجامعية الصيفية 2012 في مدينة شنجن في الصين. 
واستعداداً للألعاب الأولمبية في لندن عام 2012، تدرّبت مومجوغليان في أكاديمية فيرنر شلاجر في فيينا وفي مدينة كوانزو في الصين. تحمل مومجوغليان شهادة البكالوريوس في الاقتصاد من الجامعة الأميركية في بيروت.

## روابط خارجية
- تفين كارول مومجوغليان على موقع أوليمبيديا (الإنجليزية)